# Copidognathus koreanus
Copidognathus koreanus is een mijtensoort uit de familie van de Halacaridae. De wetenschappelijke naam van de soort is voor het eerst geldig gepubliceerd in 2003 door Chatterjee & Chang.